# Dikasterium für den Interreligiösen Dialog
Das Dikasterium für den Interreligiösen Dialog (lat.: Dicasterium pro Dialogo Inter Religiones) koordiniert die Aktivitäten der römischen Kurie im Dialog mit anderen Religionen.

## Geschichte
Der Rat wurde an Pfingsten des Jahres 1964 durch Papst Paul VI. als Sekretariat für Nicht-Christen errichtet. Durch die von Johannes Paul II. erlassene Apostolische Konstitution Pastor Bonus vom 28. Juni 1988 erhielt das Sekretariat den Namen Päpstlicher Rat für den Interreligiösen Dialog und wurde ein festes Dikasterium der römischen Kurie. Papst Benedikt XVI. gliederte 2006 den Rat in den Päpstlichen Rat für Kultur ein. Infolge der Regensburg Rede von Papst Benedikt XVI. vom 12. September 2006 errichtete er den Rat für den Interreligiösen Dialog 2007 wieder als eigenständiges Dikasterium. Dem Rat ist die Päpstliche Kommission für religiöse Beziehungen zu den Muslimen angeschlossen.
Mit Inkrafttreten der Apostolischen Konstitution Praedicate Evangelium am 5. Juni 2022 erhielt der Rat die Bezeichnung „Dikasterium für den Interreligiösen Dialog“ (“Dicastero per il Dialogo Interreligioso”).

## Aufgabe
Papst Paul VI. formulierte die Aufgabe des Rates:

„Methoden und Wege suchen zur Eröffnung eines entsprechenden Dialogs mit den Nichtchristen. Es [das Sekretariat] wirkt also dahin, daß die Nichtchristen von den Christen richtig gekannt und gerecht eingeschätzt werden und daß die Nichtchristen ihrerseits Lehre und Leben der Christen entsprechend kennenlernen und schätzen lernen können“

Mit weiter Beachtung wurde 2012 die Botschaft zum Ende des Ramadan durch den Ratspräsidenten Jean-Louis Kardinal Tauran zur Kenntnis genommen.
Papst Franziskus nahm am 29. März 2014 neue Mitglieder auf und bestätigte die bestehenden Mitgliedschaften.

## Präsidenten und Präfekten

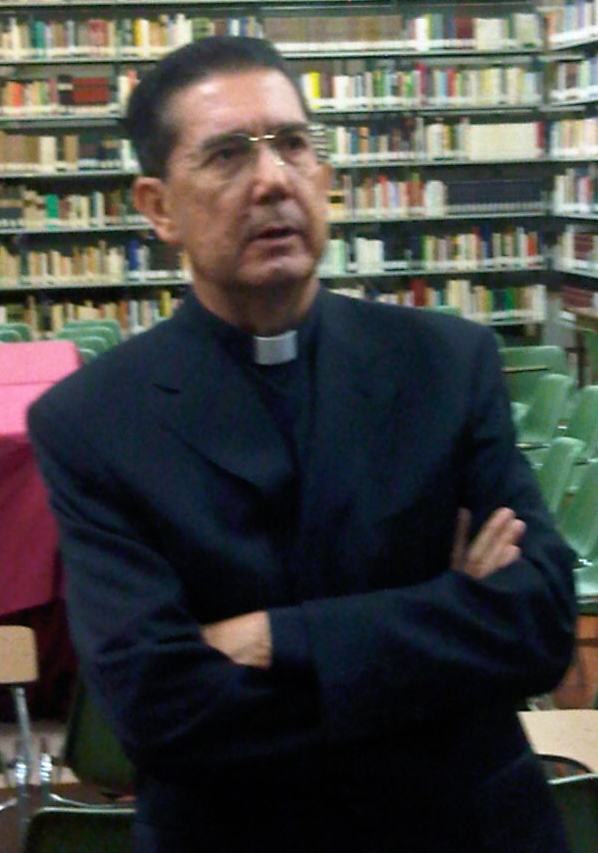
Miguel Ayuso Guixot, Präfekt des Dikasteriums für den Interreligiösen Dialog (bis 2024)

Die Leiter des Dikasteriums trugen bis 1988 den Titel Präsident des Sekretariats für Nicht-Christen und bis 2022 Präsident des Päpstlichen Rats für den Interreligiösen Dialog. Miguel Ángel Kardinal Ayuso Guixot war der erste Präfekt des Dikasteriums für den Interreligiösen Dialog.
- 1964–1973: Paolo Kardinal Marella
- 1973–1980: Sergio Kardinal Pignedoli
- 1980–1984: Jean Jadot
- 1984–2002: Francis Kardinal Arinze
- 2002–2006: Michael Fitzgerald
- 2006–2007: Paul Kardinal Poupard
- 2007–2018: Jean-Louis Kardinal Tauran
- 2019–2024: Miguel Ángel Kardinal Ayuso Guixot MCCJ
- 2025: George Jacob Kardinal Koovakad

## Mitglieder
- Baselios Cleemis Kardinal Thottunkal (bestätigt 2014)
- Carlos Kardinal Aguiar Retes (seit 2007, bestätigt 2017)
- Louis Raphaël I. Sako, Patriarch der chaldäisch-katholischen Kirche (ernannt 2014, bestätigt 2019)
- Joseph Kardinal Coutts (ernannt 2018)
- Cristóbal Kardinal López Romero SDB (ernannt 2020)
- Luis Antonio Kardinal Tagle (ernannt 2020)[5]
- Dieudonné Kardinal Nzapalainga CSSp (ernannt 2020)[5]
- Ignatius Kardinal Suharyo Hardjoatmodjo (ernannt 2020)[5]
- Jean-Claude Kardinal Hollerich SJ (ernannt 2020)[5]
- Michael Kardinal Czerny SJ (ernannt 2020)[5]
- Jean-Marc Kardinal Aveline, Erzbischof von Marseille (ernannt 2020)[5]
- Tomasz Peta, Erzbischof von Astana in Kasachstan (ernannt 2014)
- Lawrence Daniel Huculak OSBM, ukrainisch griechisch-katholischer Erzbischof von Winnipeg (ernannt 2020)[5]
- Felix Anthony Machado, Bischof von Vasai (ernannt 2020)[5]
- George Anthony Frendo OP, Erzbischof von Tirana-Durrës (ernannt 2020)[5]
- Marco Tin Win, Erzbischof von Mandalay (ernannt 2020)[5]
- Paul Yoshinao Ōtsuka, Bischof von Kyōto (ernannt 2020)[5]
- Thomas Chung An-zu, Erzbischof von Taipeh (ernannt 2020)[5]
- Raphy Manjaly, Erzbischof von Agra (ernannt 2020)[5]
- Ambrogio Spreafico, Bischof von Frosinone-Veroli-Ferentino (ernannt 2020)[5]
- Michael Joseph McKenna, Bischof von Bathurst (ernannt 2020)[5]
- William Shomali, Weihbischof im Lateinischen Patriarchat von Jerusalem (ernannt 2020)[5]
- Denis Chidi Isizoh, Weihbischof in Onitsha, ab 2023 Bischof von Aguleri (ernannt 2020)[5]
- Patrick McKinney, Bischof von Nottingham (ernannt 2020)[5]
- James Massa, Weihbischof in Brooklyn (ernannt 2020)[5]
- Joseph Đinh Đức Đạo, Bischof von Xuân Lộc (ernannt 2020)[5]
- François Bousquet, Rektor des Konvikts S. Luigi dei Francesi (ernannt 2014)
- Valentino Cottini, Orientalist und Islamwissenschaftler am Päpstlichen Institut für Arabische und Islamische Studien PISAI (ernannt 2014)
- Clarence Devadass, Geistlicher der Erzdiözese Kuala Lumpur, Sekretär der Kommission für die Ökumene und den Interreligiösen Dialog in Malaysia (ernannt 2014)
- Claudio Monge OP, Präsident der Union der Religionen in der Türkei (ernannt 2014)
- José Manuel H. Arenas SJ, Sekretär der Kommission für die Ökumene und den Interreligiösen Dialog in Chile (ernannt 2014)
- William Skudlarek OSB, Abt von Saint John’s in Collegeville, USA und Generalsekretär des Monastischen interreligiösen Dialogs (ernannt 2014)
- Sr. Carmen Sammut SMNDA, Generaloberin der Missionary Sisters of Our Lady of Africa und Vorsitzende der International Union of Superiors General (UISG) (ernannt 2014)
- Claudio Kardinal Gugerotti, Präfekt des Dikasteriums für die orientalischen Kirchen (seit 2023)[6][7]
- Stephen Kardinal Chow Sau-yan SJ, Bischof von Hongkong (seit 2023)[7]
- Jean-Paul Kardinal Vesco OP (seit 2025)[8]